# Мельник, Галина Николаевна
Галина Николаевна Мельник (род. 27 апреля 1970, Москва) — советская и российская спортсменка, игрок в настольный теннис. Обладательница командного Кубка мира 1994 года, чемпионка Европы в командном разряде 1994 года, двукратная чемпионка СССР, десятикратная чемпионка России в различных разрядах, Заслуженный мастер спорта России (1995). Принимала участие в трех летних олимпиадах.

## Спортивная карьера
Галина Мельник была включена в состав сборной СССР в 1988 году. Окончила Российскую государственную академию физической культуры.
В 1989 году стала чемпионкой СССР в парном разряде, в 1991 году стала последней чемпионкой СССР в одиночном разряде.
В 1990 году Галина Мельник ещё в составе команды СССР добилась первого успеха на международной арене — бронзовые медали в парном разряде на Чемпионате Европы в Гётеборге. В 1994 году, в составе команды сборной России, Галина Мельник выиграла золотые медали Чемпионата Европы в Бирмингеме и Кубка мира в Ниме.
Принимала участие в трех летних олимпиадах — 1992, 2000 и 2004 годов.
Десятикратная чемпионка России — в одиночном разряде 1992, 1995 и 1997 года, в парном разряде 1997, 1998, 2001, 2002, 2003 и 2005 года и в смешанном разряде 1997 года.
Выступала за «Московское городское физкультурно-спортивное объединение».